# Acalypha carthagenensis
Acalypha carthagenensis är en törelväxtart som beskrevs av Nikolaus Joseph von Jacquin. Acalypha carthagenensis ingår i släktet akalyfor, och familjen törelväxter. Inga underarter finns listade i Catalogue of Life.